# Галлатін (Міссурі)
Галлатін (англ. Gallatin) — місто (англ. city) в США, в окрузі Девісс штату Міссурі. Населення — 1821 особа (2020).

## Географія
Галлатін розташований за координатами 39°54′37″ пн. ш. 93°57′50″ зх. д. / 39.91028° пн. ш. 93.96389° зх. д. (39.910352, -93.964011).  За даними Бюро перепису населення США в 2010 році місто мало площу 7,16 км², з яких 7,12 км² — суходіл та 0,04 км² — водойми.

## Демографія
Згідно з переписом 2010 року, у місті мешкало 1786 осіб у 712 домогосподарствах у складі 471 родини. Густота населення становила 249 осіб/км².  Було 880 помешкань (123/км²).
Расовий склад населення:
| - 98,0 % — білих - 0,3 % — чорних або афроамериканців - 0,1 % — корінних американців - 0,1 % — азіатів |

До двох чи більше рас належало 1,5 %. Частка іспаномовних становила 0,7 % від усіх жителів.
За віковим діапазоном населення розподілялося таким чином: 26,6 % — особи молодші 18 років, 55,1 % — особи у віці 18—64 років, 18,3 % — особи у віці 65 років та старші. Медіана віку мешканця становила 38,6 року. На 100 осіб жіночої статі у місті припадало 87,6 чоловіків;  на 100 жінок у віці від 18 років та старших — 83,4 чоловіків також старших 18 років.
Середній дохід на одне домашнє господарство  становив 44 993 долари США (медіана — 36 429), а середній дохід на одну сім'ю — 53 633 долари (медіана — 40 978). Медіана доходів становила 36 211 долар для чоловіків та 29 297 доларів для жінок. За межею бідності перебувало 15,8 % осіб, у тому числі 20,3 % дітей у віці до 18 років та 12,0 % осіб у віці 65 років та старших.
Цивільне працевлаштоване населення становило 726 осіб. Основні галузі зайнятості: освіта, охорона здоров'я та соціальна допомога — 20,7 %, роздрібна торгівля — 16,1 %, виробництво — 13,5 %, публічна адміністрація — 11,8 %.